# 고향사람의 귀향

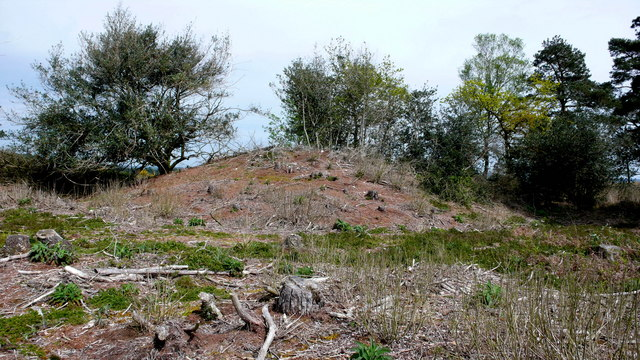

고향사람의 귀향(The Return of the Native, 1878년)은 토머스 하디 작 장편소설이다.
영국남부의 황야 에그든 히스에서 자란 여성 유스티셔 바이가 사랑과 도시생활을 동경하여 갖가지 노력을 해 보지만 실패로 그쳐 죽음에 이르는 이야기. 유스티셔가 결혼하는 상대는 파리에서 돌아온 크림 요브라이트로, 그는 비정한 도시가 싫어 고향에 돌아온 사람. 유스티셔는 그와 결혼함으로써 도시생활의 꿈을 실현코자 하였다. 그러나 꿈의 실현이 여의치 않자 유스티셔는 큰비가 오는 날 밤 옛날의 애인과 더불어 도망하려다가 잘못하여 익사한다. 그녀의 어둡고 열렬한 정열이 히스의 정경묘사와 융합하여 이상한 박력을 느끼게 한다.